# Burnt by the Sun
Cet article concerne le groupe de musiciens. Pour le film, voir Soleil trompeur.
Burnt by the Sun est un groupe de mathcore et de metalcore formé en 1999 et originaire du New Jersey.

## Membres actuels
- Mike Olender- chant
- John Adubato - guitare
- Nick Hale - guitare
- Ted Patterson - basse
- Dave Witte - batterie

## Discographie
- Burnt by the Sun/Luddite Clone (2000, Ferret Records)
- Burnt by the Sun EP (2002, Relapse Records)
- Soundtrack to the Personal Revolution (2002, Relapse Records)
- The Perfect Is the Enemy of the Good (2003, Relapse Records)